# 多久茂堯
多久 茂堯（たく しげたか）は、江戸時代中期の武士。肥前国佐賀藩士。多久鍋島家（後多久氏）7代当主。

## 略歴
多久茂明の長男として誕生。
元文3年（1738年）、藩の当役（請役家老）となる。元文5年（1740年）9月15日、小城藩主・鍋島直英の娘千吉と結婚する。千吉とは母親同士が姉妹であった。
寛延2年（1749年）12月、佐賀藩主・鍋島宗教を引き下ろそうとする陰謀に加担したとして、諫早茂行が一万石減封の上、蟄居となる。寛延3年（1750年）1月、正室の於久米（千吉）と離縁した。6月、減封に反発する諫早家中や領民による諫早一揆（諫早騒動）が起こり、8月に藩命で兵を率いて一揆を鎮圧した。明和4年（1767年）6月、藩政総督を命じられる。
明和6年（1769年）5月に病により職を辞し、8月6日死去した。享年54。菩提寺の円通寺に葬られた。

## 系譜
- 父：多久茂明（1693-1739）
- 母：曽雄 - 多久茂文次女
- 正室：千吉 - のち於久米、鍋島直英の娘
- 側室：山中氏
  - 長男：多久兼連
  - 次男：多久茂孝（1752-1815）
- 側室：田中忠右衛門娘
  - 三男：多久茂鄰（1759-1827）
  - 四男：鍋島茂郷 - 太田鍋島茂恒の養子